# Хрушевец (Шентјур)
Хрушевец (словен. Hruševec) је насељено место у општини Шентјур, Савињска регија, Словенија.

## Историја
До територијалне реорганизације у Словенији био је у саставу старе општине Шентјур при Цељу.

## Становништво
У попису становништва из 2011. године, Хрушевец је имао 54 становника.
| Број становника према пописима | Број становника према пописима | Број становника према пописима |
| ------------------------------ | ------------------------------ | ------------------------------ |
| 1991                           | 2002                           | 2011                           |
| 17                             | 29                             | 54                             |

Напомена: Године 1984. и 2012. умањено за делове насеља који су припојени насељу Шентјур.